# Eivindvik
Eivindvik is een plaats in de Noorse gemeente Gulen, provincie Vestland. Eivindvik telt 284 inwoners (2007) en heeft een oppervlakte van 0,42 km².

## Galerij

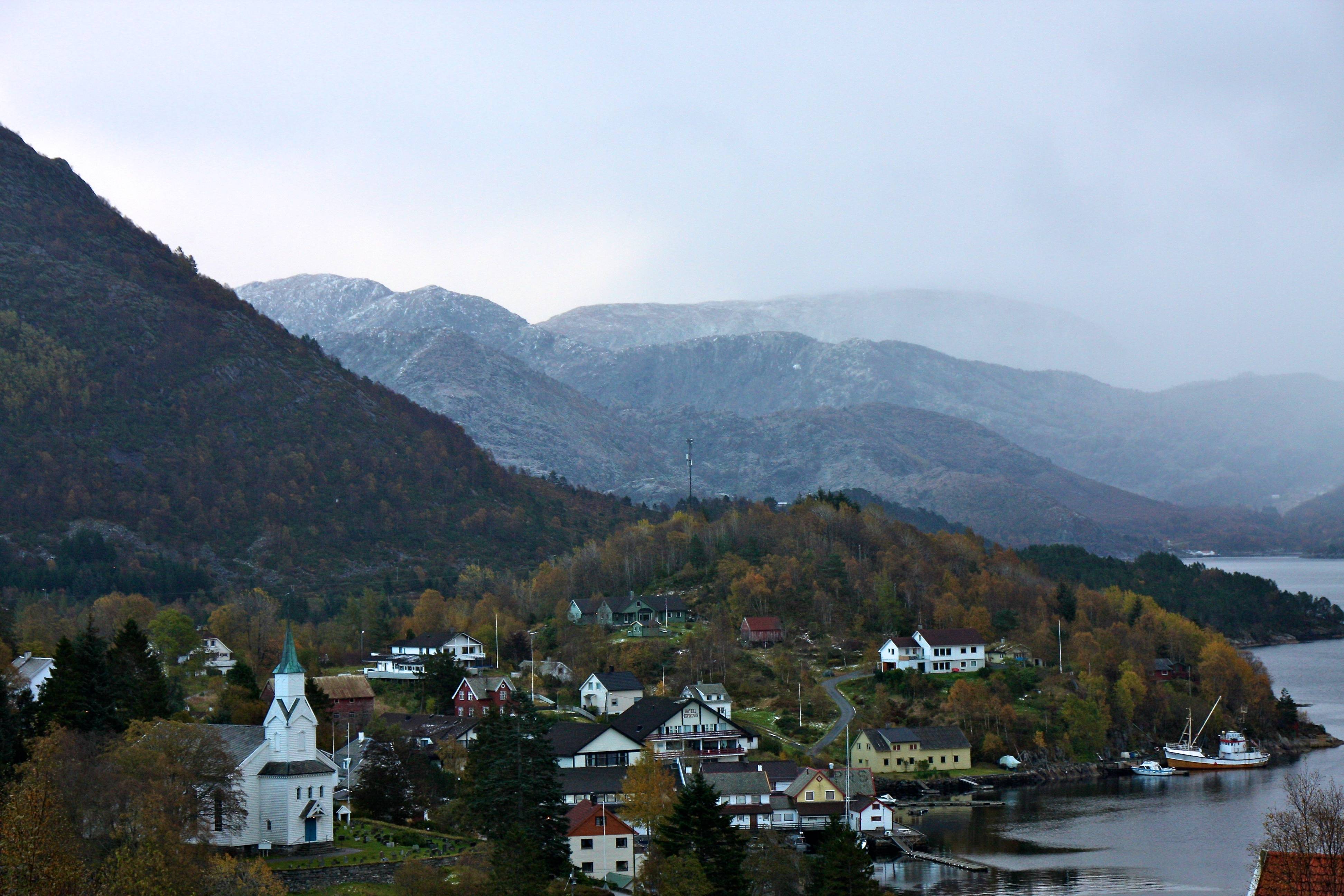
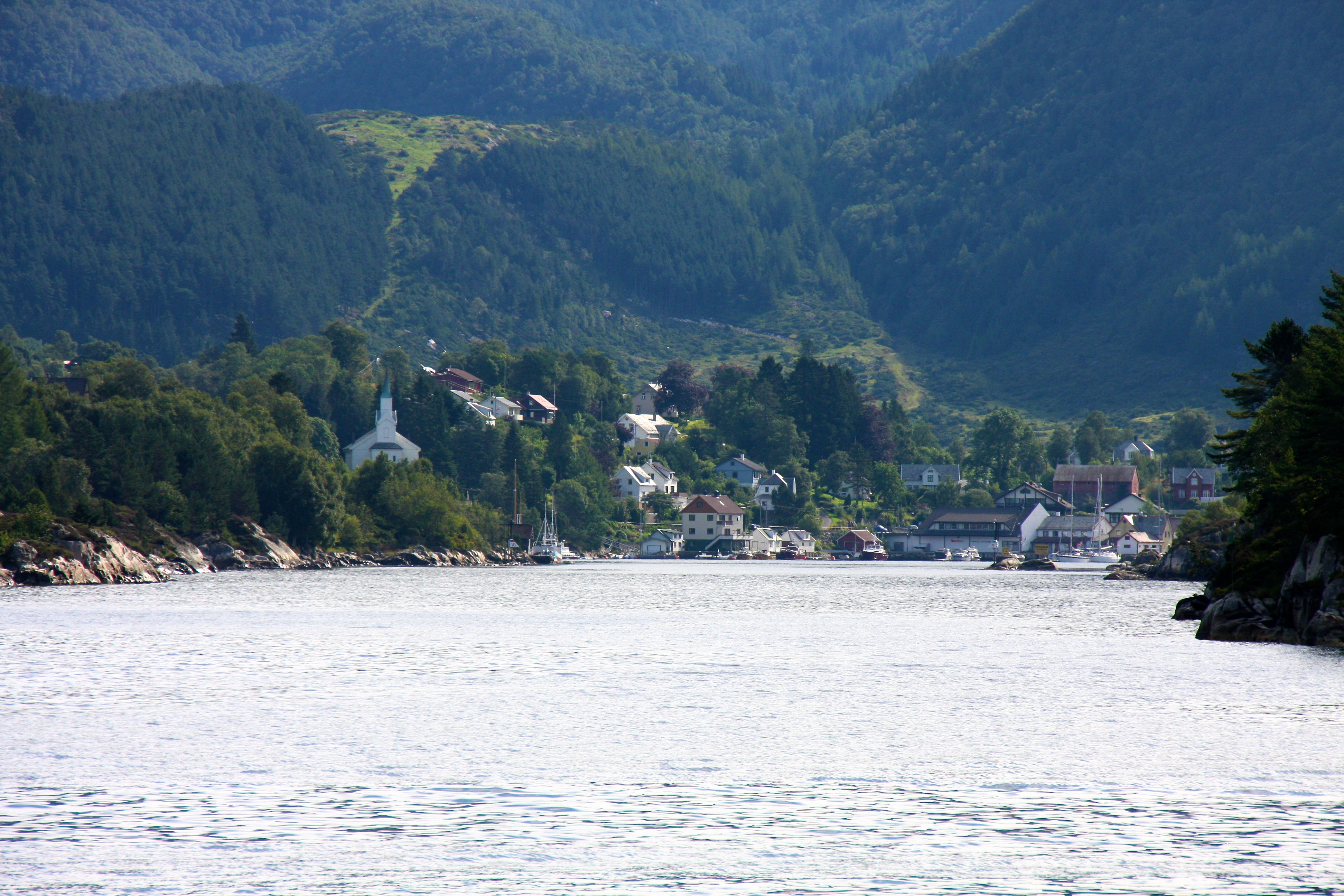
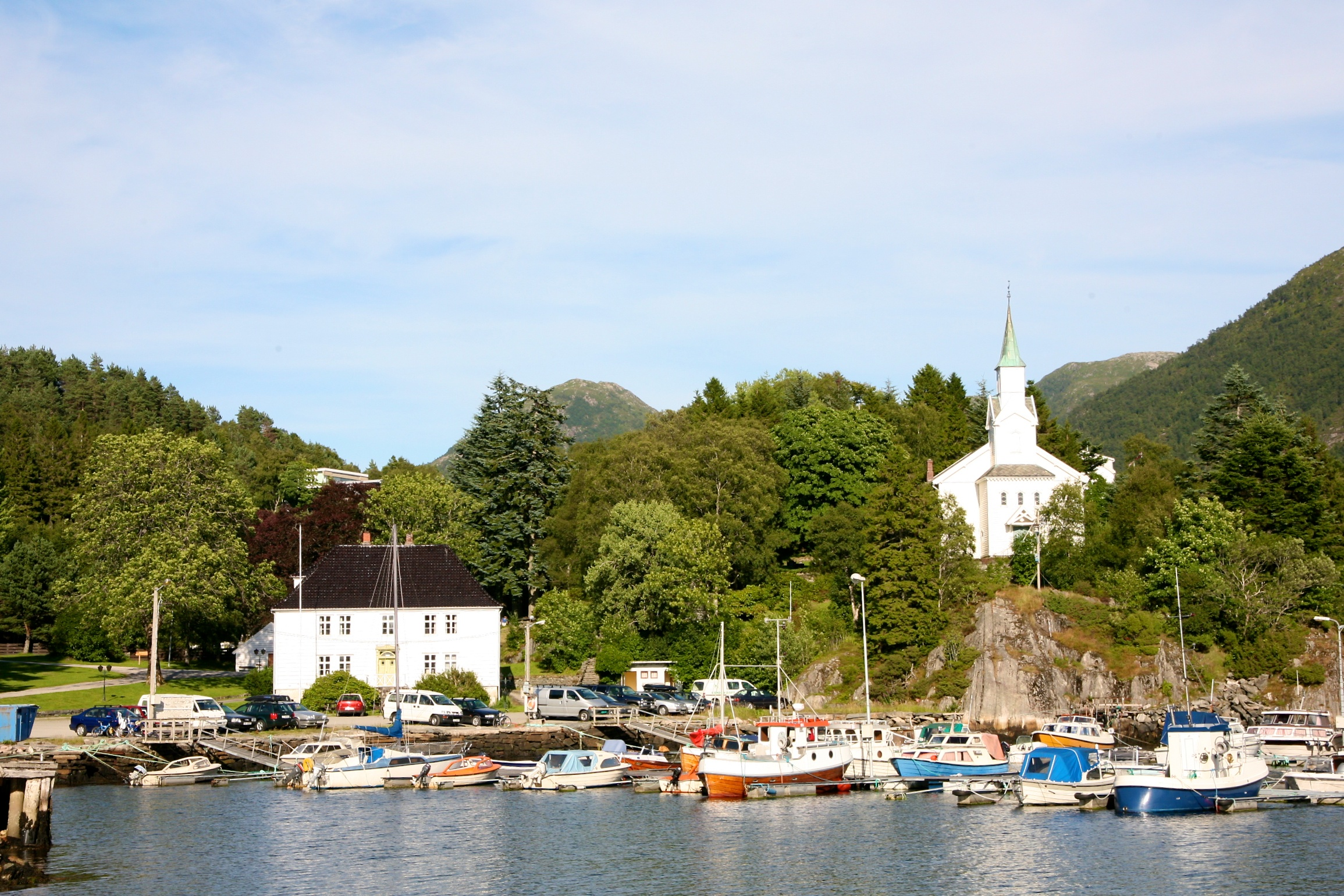
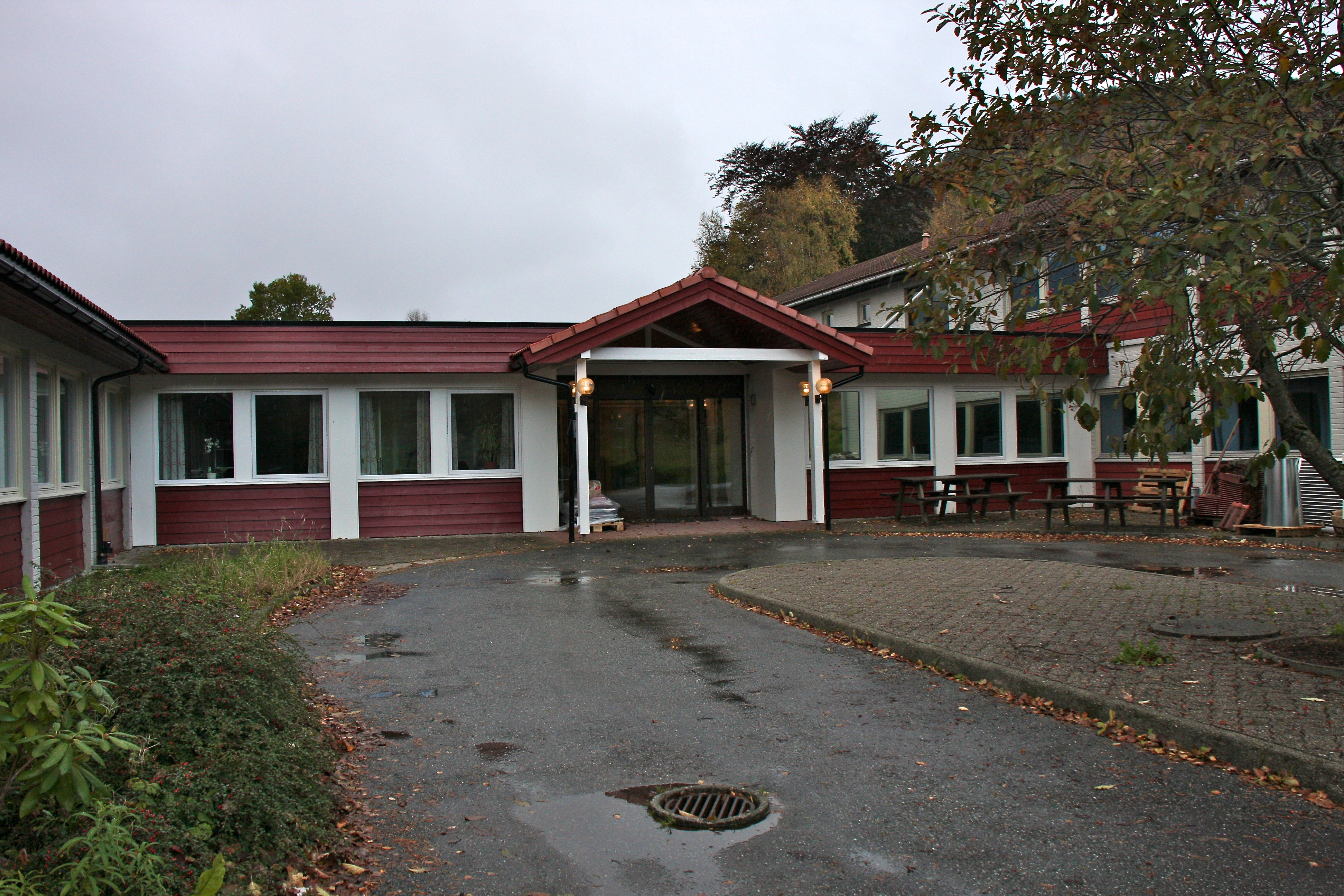
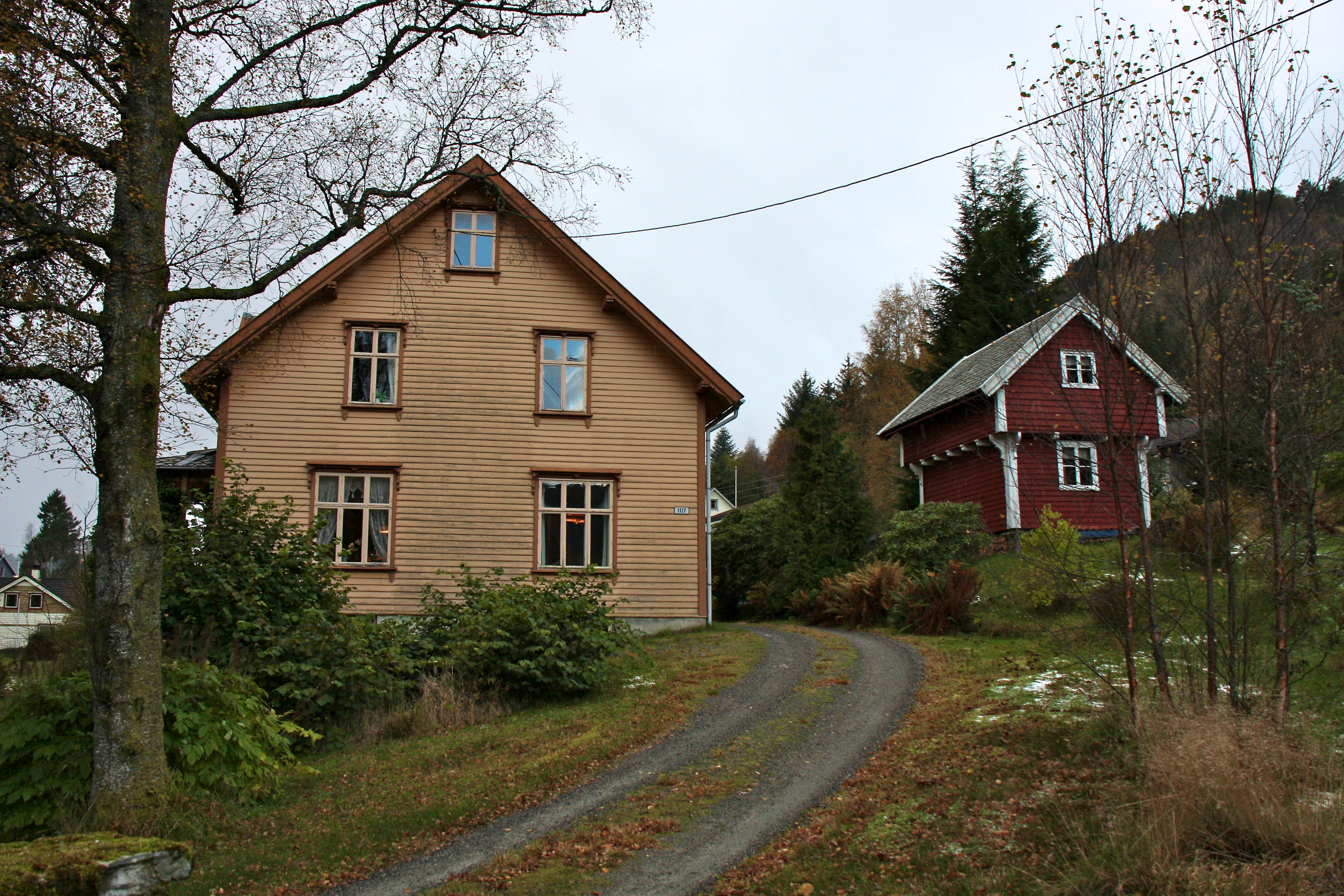
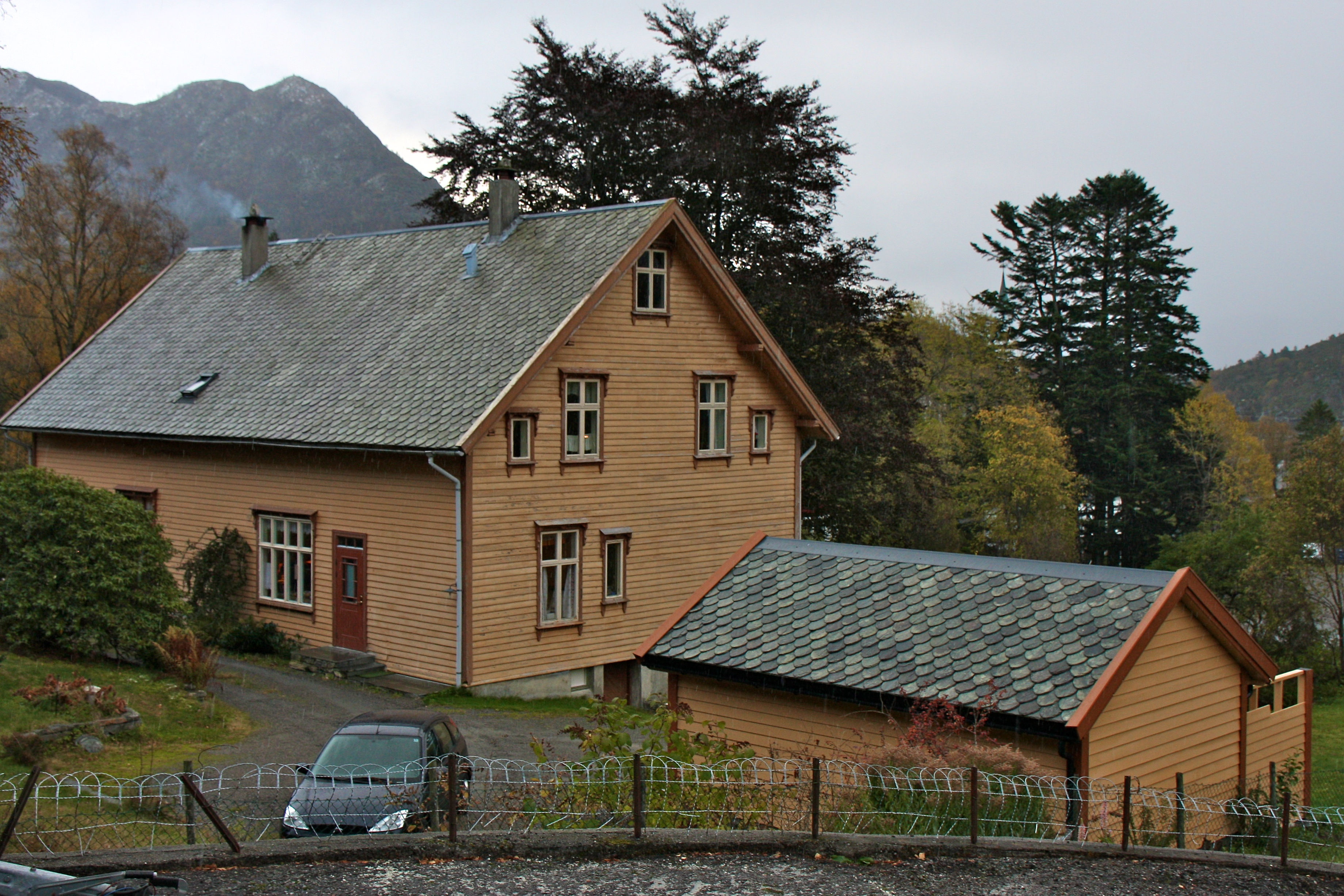
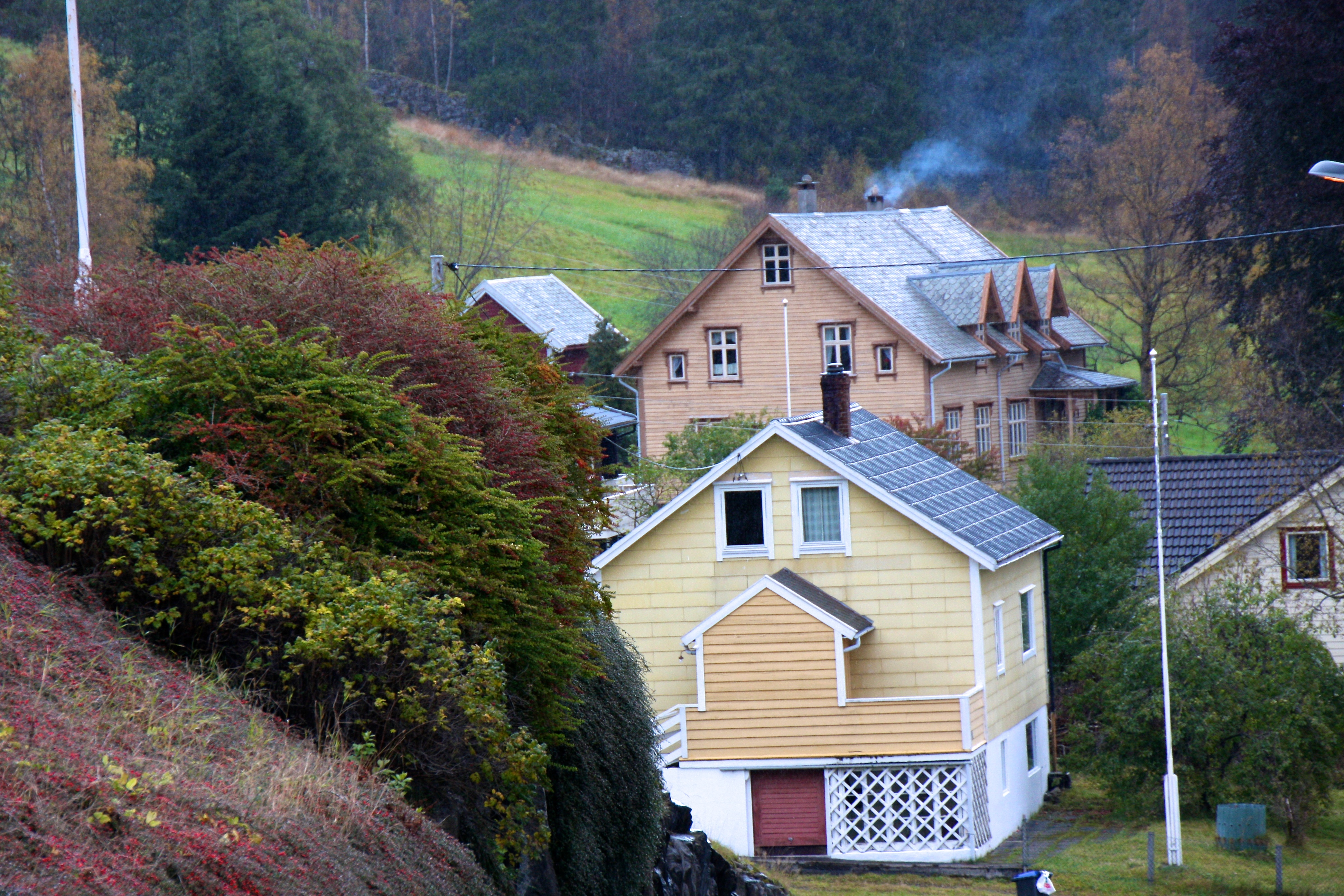
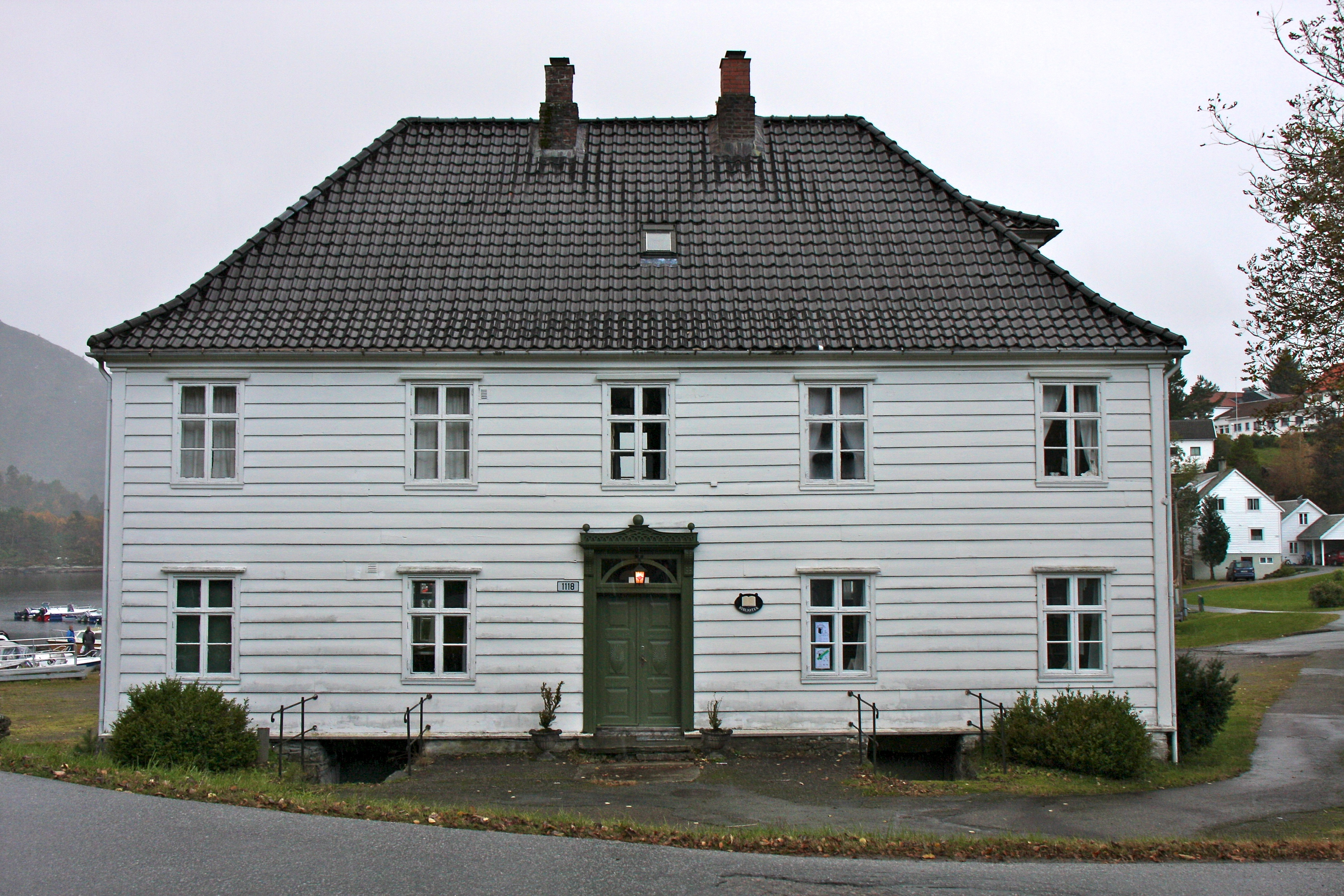